# مرسوم التدخين (الصحة العامة)
قانون التدخين (الصحة العامة) هو قانون صدر في هونغ كونغ عام 1982 لحظر التدخين وتنظيم مبيعات منتجات التبغ. وقد تم تعديله عدة مرات منذ ذلك الحين، وأصدر المجلس التشريعيالتعديل النهائي الجوهري , المعروف باسم قانون التدخين (الصحة العامة) (تعديل) لعام 2006، في 19 تشرين الأول/أكتوبر 2006، ونشر في الجريدة الرسمية في 27 تشرين الأول/أكتوبر 2006.
تم تأجيل تعديل عام 2006 لمدة ست سنوات بسبب جهود الحزب الليبرالي . لم يتم إقرار القانون إلا بعد موافقة الحكومة على مطالب الحزب الليبرالي بإعفاءات التدخين (تم الأمر في أغسطس 2009). يمكن لأي بار وكاريوكي مرخص أن يتقدم بطلب بموجب تمرين ورقي للحصول على حالة "مؤسسة مؤهلة"، والتي منحتها وزارة الصحة .
حظر التدخين ، كما يشار إليه عادةً، يحظر التدخين في الداخل في المطاعم التي تبيع طعامًا أكثر من المشروبات الكحولية، وأماكن العمل الداخلية بخلاف الحانات المعفاة، وصالات الماجونج ، والساونا ومراكز الكاريوكي ، والمدارس، وكذلك الشواطئ، وحمامات السباحة، والملاعب الرياضية. ومعظم الحدائق العامة. وقد دخل آخر تمديد للحظر حيز التنفيذ في 1 كانون الثاني/يناير 2007. يجب أن تكون المؤسسات المعفاة من الحظر خالية من التدخين بحلول أغسطس 2009. كما يُمكّن القانون الحكومة من تحديد بعض المناطق العامة، وخاصة تقاطعات النقل العام، كمناطق ممنوع فيها التدخين. أصبحت المجموعة الأولى من هذه الأماكن خالية من التدخين في 1 سبتمبر 2009. اعتبارًا من 31 مارس 2016، تم أيضًا تخصيص 8 تقاطعات للحافلات تقع في مناطق بوابة النفق كمناطق ممنوع فيها التدخين.
وبغضّ النظر عن حظر التدخين في الأماكن العامة، فإن القانون المعدل حديثًا يفرض أيضًا قيودًا أكثر صرامة على بيع منتجات التبغ. يجب أن تحمل العبوات تحذيرات صحية تحتوي على صور تظهر عواقب التدخين.
وفي وقت لاحق، تم تقديم مشروع قانون إلى المجلس التشريعي نفسه، والذي يخفف الإجراءات العقوبية لمن يتم القبض عليه وهو يخالف حظر التدخين ويجعله متشابه تمامًا مع جرائم رمي النفايات . تمت الموافقة على مشروع القانون في عام 2008 ودخل حيز التنفيذ في 1 سبتمبر 2009. وبموجب المرسوم الجديد، فإن أي شخص يتم ضبطه وهو يدخن في المناطق المحظورة سيحصل على عقوبة محددة قدرها 1500 دولار هونج كونج.

## روابط خارجية
- النص الكامل لمرسوم التدخين (الصحة العامة)